# Cristina Rodrigues (artista)
Cristina Rodrigues (Porto, 1 de julho de 1980) é uma artista plástica e arquiteta portuguesa.

## Biografia
Natural da cidade do Porto, Cristina Rodrigues licenciou-se em Arquitetura, complementando os seus estudos académicos com um mestrado em História Medieval e Renascentista na Universidade do Porto. Mais tarde, em 2011 emigrou para Inglaterra onde recebeu uma bolsa de pesquisa pelo Arts and Humanities Research Council.
Durante esse período, fixou-se em Manchester, a antiga capital têxtil da Europa, ingressou na Universidade de Manchester e desenvolveu o seu projeto de pesquisa, intitulado Design for Desertification, centrando o seu trabalho de investigação no estudo e registo dos territórios portugueses com baixa densidade populacional. Simultaneamente, começou também a criar algumas obras de arte contemporânea através de têxteis, como fitas de cetim, tecidos industriais e rendas, que se tornaram na sua imagem de marca.
Combinando a cultura portuguesa e as suas tradições orais com os têxteis tradicionais, em 2014 criou The Blanket (A Manta), uma das suas obras mais emblemáticas. A versão original desta instalação de arte contemporânea foi realizada com um adufe, o instrumento tradicional de Idanha-a-Nova, renda de algodão e fitas de cetim.
Dois anos depois, obteve o título de PhD em Arte e Design pela Manchester School of Art.

## Obra
Celebrando o papel da mulher na sociedade contemporânea e ao mesmo tempo questionando o papel social atribuído ao seu género, Cristina Rodrigues utiliza materiais associados ao universo feminino tornando-as em obras de arte contemporâneas. Utilizando rendas de algodão, fitas de cetim, colares de vidro, miçangas, cristais, porcelanas, objectos pré-fabricados ou comprados em lojas de antiguidades e velharias, envoltas em ferro e instrumentos musicais, não só se constroem as suas narrativas como se criam analogias à sociedade contemporânea.
Marcada por uma estética simples, quase sempre baseada em pesquisas etnográficas, a emigração é também um dos seus principais temas, tendo a própria artista passado por essa experiência ao emigrar para o Reino Unido. Durante vários anos, Cristina Rodrigues recolheu vários móveis que pertenceram a migrantes das várias comunidades de Manchester para utilizar como materiais nas suas obras Vinhas da Ira, inspirada na obra de John Steinbeck, ou ainda na instalação Bourgeois, composta por quatro cadeiras que pertenciam a uma família iraniana a residir em Stockport, entre muitas outras peças da sua autoria.
Apesar dos padrões e estereotomias produzidos pelas recorrentes fitas de cetim serem uma das suas imagens mais marcantes, no que se refere a narrativas e artefactos familiares ou do seu quotidiano, Cristina Rodrigues utiliza essencialmente materiais populares e  técnicas artesanais habitualmente associadas ao artesanato doméstico e tradicional português.

### Exposições
- 2016

La Pasión, Sevilha, Espanha. Realizado em 5 localidades diferentes: Fundación Valentín de Madariaga y Oya; Pavilhão de Portugal em Sevilha; Universidade de Sevilha; Casa de la Província e Real Alcázar de Sevilha.
A Rainha, Igreja de São Gonçalo, Amarante, Portugal.
- 2015

Beleza Subjacente, Palácio de São Clemente, Rio de Janeiro, Brasil.
Beleza Subjacente, Museu Municipal Amadeo Souza-Cardoso, Amarante, Portugal.
The Fountain of Happiness, Tatton Park Gardens, Knutsford, Reino Unido.
Guardian Angels, Tatton Park Mansion, Knutsford, Reino Unido.
O Céu Desce à Terra, Mosteiro de Alcobaça, Portugal.
- 2014

Mulheres do meu país, Catedral de Manchester, Inglaterra.
The Moroccan House, Consulado Geral de Portugal em Manchester, Reino Unido.
The House, Galeria Zweigstelle, Berlim, Alemanha.
- 2013

My Country Through Your Eyes, Mosteiro dos Jerónimos, Lisboa, Portugal.
DfD - Design for Desertification, CCR - Centro Cultural Raiano, Idanha-a-Nova, Portugal.
21st Century Rural Museum, MUDE - Museu do Design e da Moda, Lisboa, Portugal.
Issues of Urbanization, Guangdong Museum of Art, Guangzhou, China.
- 2012

21st Century Rural Museum, Consulado Geral de Portugal em Manchester, Reino Unido.

## Colaborações
Durante a sua carreira artística Cristina Rodrigues trabalhou em parceria com diversas entidades públicas e privadas, destacando-se a sua estreita colaboração com a fábrica de rendas do Porto - Fábrica de Rendas Portuense, - desde 2011. Esta fábrica ainda produz renda de algodão recorrendo a máquinas originais do período da revolução industrial, adquiridas de uma fábrica em Leicester, no Reino Unido.
Recentemente, a artista colaborou com outras marcas como Licor Beirão, ao produzir uma escultura de grande escala em ferro, intitulada A Fonte da Felicidade com garrafas de vidro da marca portuguesa, ou ainda com a ICEL, uma marca de cutelaria, e a marca portuguesa de calçado FLY London, que inspirou a sua instalação artística intitulada Urban Dwellers.